# منتخب فانواتو لكرة القدم للسيدات
منتخب فانواتو الوطني لكرة القدم للسيدات (بالإنجليزية: Vanuatu women's national football team)‏ هو ممثل فانواتو الرسمي في المنافسات الدولية في كرة القدم للسيدات.